# ۱۱۸۲ (قمری)
۱۱۸۲ (قمری)، هزار و صد و هشتاد و دومین سال در گاهشماری هجری قمری است. اول محرم این سال برابر با هجدهم مه سال ۱۷۶۸ میلادی است.